# چسترتوون (مریلند)
چسترتوون (به انگلیسی: Chestertown) شهری در ایالت مریلند کشور ایالات متحده آمریکا است که جمعیت آن در سرشماری سال ۲۰۱۰ میلادی، ۵٬۲۵۲ نفر بوده‌است.